# Оденсе-О
О́денсе-О (дат. Odense Å) — река в Дании. Длина — 54 км.
Протекает по острову Фюн в центральной части Дании. На берегу реки стоит город Оденсе. Ранее реку контролировала крепость Ноннебаккен. Река принадлежит к бассейну Балтийского моря.
Берёт начало из озера Арресков-Сё.

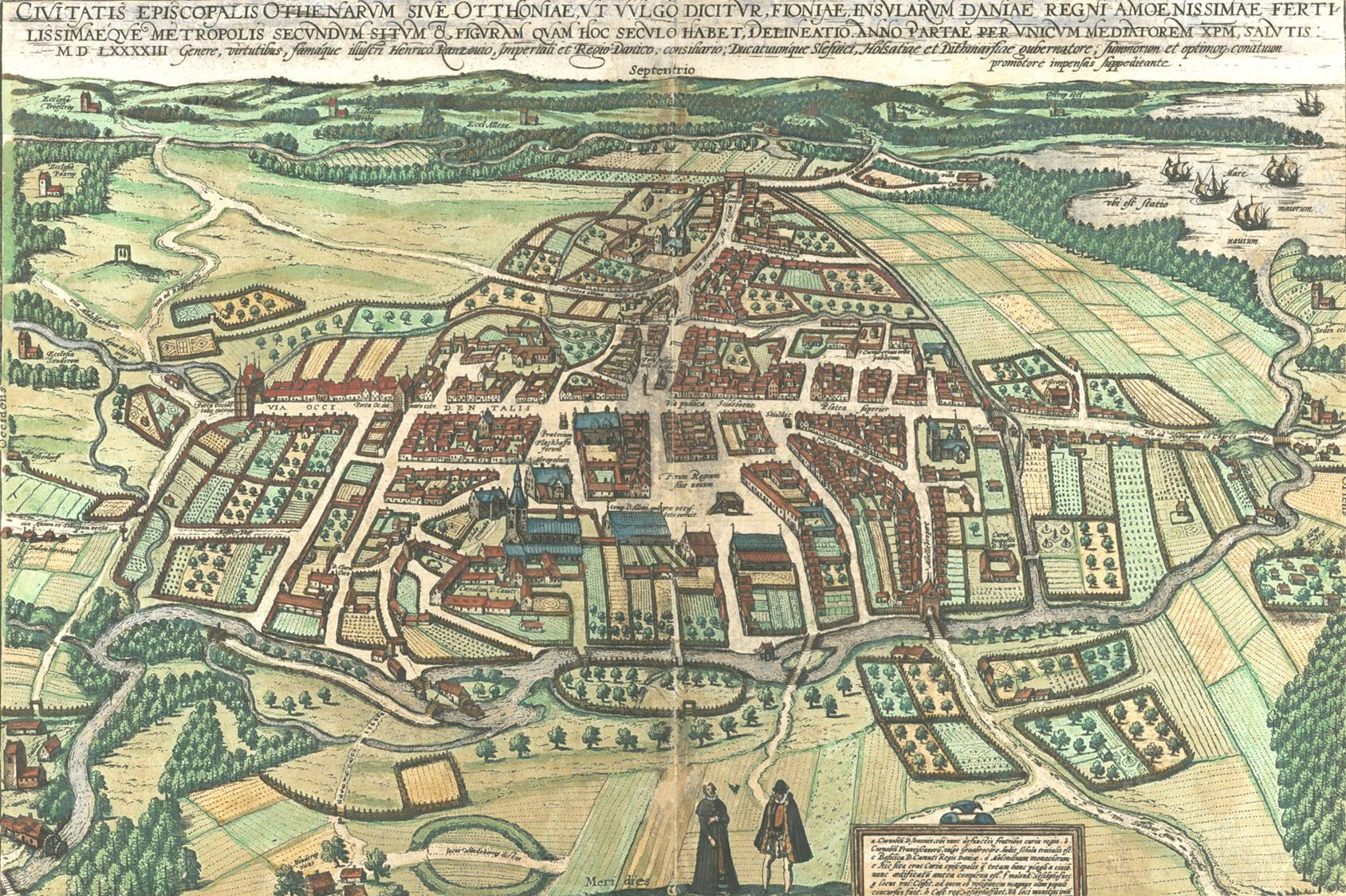
Река в нижнем течении, 1593 год. В нижней части карты видны остатки валов крепости.

На берегах Оденсе-О располагалось несколько мельниц и прачечных, в частности, знаменитая прачечная, где работала мать Г. Х. Андерсона, ставшая местом действия его новеллы «Пропащая».
Русло реки было частично спрямлено во второй половине XX века, проведена мелиорация заболоченных участков. Это привело к увеличению выноса органики в Оденсе-Фьорд, поэтому в настоящее время реализуется проект по восстановлению русла и улучшению естественной фильтрации воды в реке.